# Salicilat de sodiu
Salicilatul de sodiu este sarea sodică a acidului salicilic. Poate fi obținut în urma reacției dintre fenoxid de sodiu și dioxid de carbon la presiune și temperatură ridicată. A fost preparat prin refluxarea salicilatului de metil cu un exces de hidroxid de sodiu.

## Utilizări
Prezintă proprietăți terapeutice, fiind un compus cu efect analgezic și antipiretic și încadrându-se în clasa antiinflamatoarelor nesteroidiene (AINS). De asemenea, induce apoptoza și necroza celulelor canceroase.